# Deroplia gomerae
Deroplia gomerae là một loài bọ cánh cứng trong họ Cerambycidae.